# Тао Ли
Та́о Ли (кит. упр. 陶李, пиньинь Táo Lǐ, р.10 января 1990) — сингапурская пловчиха китайского происхождения, чемпионка Азиатских игр.
Родилась в 1990 году в Ухане (Китай); её родители были тренерами по плаванию, и девочка с юных лет также стала тренироваться в плавании. Когда стало ясно, что из-за слишком маленького роста она не может рассчитывать на место в национальной сборной, отец согласился на предложение матери, и в 2002 году Тао Ли переехала в Сингапур. В 2005 году она получила сингапурское гражданство, и с тех пор представляет страну на международных состязаниях.
В 2005 году Тао Ли завоевала четыре золотых и одну бронзовую медали Игр Юго-Восточной Азии. В 2006 году завоевала золотую и бронзовую медали Азиатских игр. В 2008 году приняла участие в Олимпийских играх в Пекине, где стала 5-й на дистанции 100 м баттерфляем, и 26-й — на дистанции 200 м баттерфляем. В 2009 году завоевала пять золотых медалей Игр Юго-Восточной Азии. В 2010 году стала обладательницей золотой и серебряной медалей Азиатских игр. В 2012 году приняла участие в Олимпийских играх в Лондоне, где стала 26-й на дистанции 100 м брассом, и 10-й — на дистанции 100 м баттерфляем; в этом же году она завоевала серебряную и бронзовую медали чемпионата Азии. В 2014 году завоевала серебряную и бронзовую медали Азиатских игр.